# منتخب كرواتيا لكرة اليد للسيدات
منتخب كرواتيا لكرة اليد للسيدات هو الممثل الرسمي لكرواتيا في رياضة كرة اليد. شارك في بطولة العالم لكرة اليد للسيدات 6 مرات وكانت المشاركة الأولى في سنة 1995، كان أفضل مركز له فيها هو السادس. شارك في بطولة أوروبا لكرة اليد للسيدات 9 مرات وكانت المشاركة الأولى في سنة 1994، كان أفضل مركز له فيها هو الخامس.